# Петля Нестерова (группа)
«Петля Нестерова» — советская и российская рок-группа, основанная в декабре 1987 года в Ленинграде. Пик популярности коллектива пришёлся на первые четыре года существования, после которых первоначальный состав распался, с новыми музыкантами участникам группы уже не удалось достигнуть того же успеха. С 2004 года и вплоть до смерти основателя группы Эдуарда Нестеренко в октябре 2008 года «Петля Нестерова» практически прекратила своё существование, изредка выступая в небольших клубах Москвы и Санкт-Петербурга.
Название группы отсылает к фигуре сложного пилотажа в авиации.

## История

### Расцвет
Изначальный состав «Петли Нестерова», считающийся ныне классическим, сформировался из трёх участников неоромантической группы «Кофе» — в него вошли Эдуард «Эд» Нестеренко (гитара, вокал), Игорь «Гога» Копылов (бас) и Александр «Семён» Сенин (ударные). Причиной создания новообразования послужило желание Нестеренко сменить наивный электронный стиль на более современный гитарный минимализм, присущий таким коллективам как Echo & the Bunnymen, U2, The Smiths или The Cure. «В „Кофе“ каждый из шести музыкантов тянул одеяло на себя, — вспоминал Нестеренко. — Мои гитарные аранжировки часто подвергались обструкции, и я решил создать проект, в котором был бы полным хозяином положения». Из всей троицы наиболее опытным музыкантом являлся Копылов, некогда стоявший у истоков «Телевизора» и на II фестивале рок-клуба получивший титул одного из лучших инструменталистов. Автором большинства текстов группы стал Сенин, однако тексты некоторых песен придумывал и Нестеренко.
Буквально сразу же после основания, зимой 1988 года, «Петля Нестерова» вступила в Ленинградский рок-клуб и выступила в двух турах его VI фестиваля, получив неплохие отзывы критики и начала выступать в Ленинграде. В августе состоялась серия концертов в Театре эстрады и на летней сцене Театра на Фонтанке, а в конце года совместно с приглашёнными музыкантами Юрием Каспаряном («Кино») и Андреем Нуждиным («Игры») группа записала свой дебютный альбом Кто здесь?. Запись альбома и его сведение осуществлялось на домашней студии Алексея Вишни с использованием ритм-бокса Alesis, отличавшегося тонированным звуком и несколькими градациями чувствительности для каждого барабана. Обложку альбома нарисовал Копылов, работавший в то время художником оформителем в Доме моделей, в центр композиции он поместил силуэты самолёта и трёх музыкантов — под углом равным углу наклона штурвала в нижней точке «петли Нестерова». Получившийся альбом был размножен в Берлине и распространялся самими музыкантами, став в Ленинграде весьма популярным.

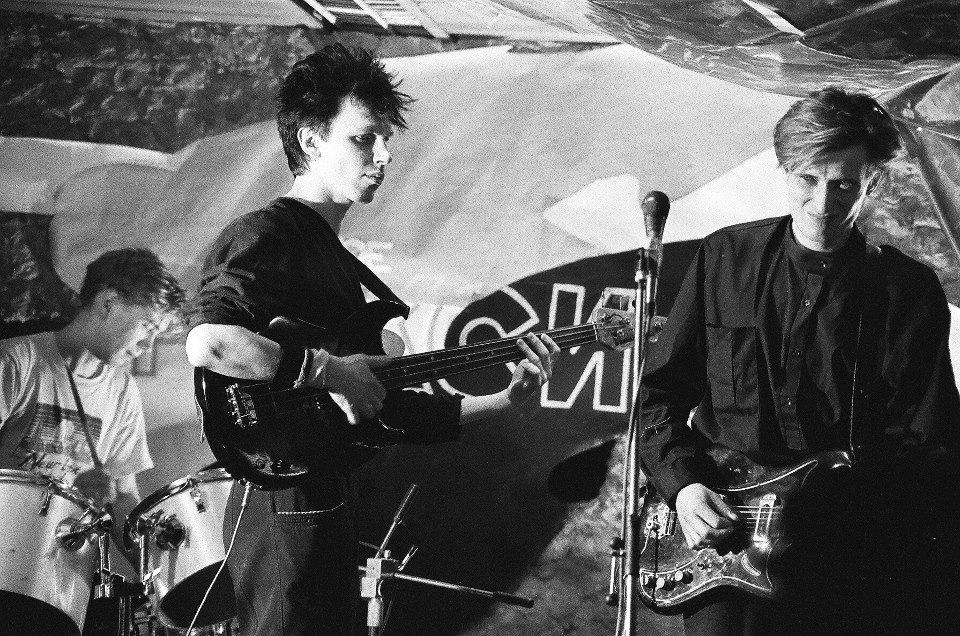
Ленинград, 1990 год

На протяжении всего следующего года группа активно гастролировала по стране от Калининграда до Камчатки. В сентябре состоялось выступление на фестивале «Рок-богема» в Днепродзержинске, в октябре прошло небольшое турне по Германии, а закончился сезон концертом на московском фестивале «Сырок-1989». Параллельно с занятостью в составе «Петли Нестерова», Нестеренко участвовал и в выступлениях близкой по духу группы «Дурное Влияние», и даже совершил с ними короткий гастрольный тур по Германии в качестве приглашённого гитариста. В декабре Копылова пригласили в «Наутилус Помпилиус», и весь следующий год он совмещал должность бас-гитариста в обеих группах. В марте музыканты приняли участие в пятилетии Свердловского рок-клуба, в мае разогревали десятитысячную аудиторию на концерте «Кино» в СКК, месяцем позже отправились в волжское турне, проходящее под эгидой движения «Рок чистой воды». В конце лета прошли выступления в Гамбурге, после чего, осенью 1990 года, Копылов окончательно перешёл в группу Вячеслава Бутусова, планировавшего длительный гастрольный сезон.
Новым бас-гитаристом стал принятый в начале 1991 года Максим Веркеев, бывший член Kamikaze. «Петля Нестерова» вернулась на сцену и выступила на десятилетнем юбилее Ленинградского рок-клуба (в четверной альбом, посвящённый этому событию, вошла их песня «Соблазн»), в апреле группа съездила в Минск, где сыграла для ещё одной акции движения «Рок чистой воды». В оставшиеся полгода выступления практически отсутствовали, в итоге Сенин принял решение завершить музыкальную карьеру. Впоследствии он аккомпанировал Алексею Вишне в рамках его тура «Танцы на битом стекле», затем занялся исключительно журналистикой, работая на таких радио, как «Балтика», «Катюша» и «Радио России» и телеканале «100ТВ».

### После распада
Новым барабанщиком «Петли Нестерова» осенью 1992 года стал Сергей Наветный (игравший ранее в большом количестве групп, самыми известными из которых были «Нате!» и «Кошкин Дом», а позже известный по группам «Kamikaze», «Препинаки», «Настя», «Сплин», «Эдипов Комплекс»), а в начале лета 1993 года на место покинувшего Максима Веркеева в состав группы был рекрутирован молодой бас-гитарист Алексей Романюк, который c 1994 года начал параллельно с «Петлёй Нестерова» выступать в составе группы «Чиж & Co.». В этом составе группа часто выступала в клубах Санкт-Петербурга, но последовавшая чехарда с составом не позволила «Петле Нестерова» закрепить достигнутый составом Нестеренко-Наветный-Романюк успех и записать на студии концертную программу, хотя записанные для планировавшегося альбома композиции «Крик» и «Летать и плавать» звучали на радиостанциях Петербурга и даже занимали высокие места в хит-парадах тех лет. Летом 1994 года группа фактически прекращает существование, с весны этого года Нестеренко входит в состав супер-группы «Happy Birthday!» в качестве гитариста (помимо Нестеренко в группе участвовали Виталий Шмерлинг (тексты, вокал), Всеволод Антонов (бас-гитара), Олег Асеев (клавиши) и Сергей Русанов (барабаны) и до конца года регулярно выступает в её составе, в том числе на совместных с группой «Югендштиль» гастролях по Германии. В 1995 году в обновлённую версию команды вошли бас-гитарист Алексей Романюк и барабанщик Виталий Сокульский, но в связи с занятостью Романюка в составе группы «Чиж & Co.» его в качестве бас-гитариста в скором времени сменяет Вадим Снегирёв («Народное Ополчение», «17 пилотов в огне»). Сокульский вскоре также покидает группу, и его сменил Александр Рунёв из группы «Голые». В 1996 году Рунёв начал работать в звукозаписывающей компании Kurizza Brothers, и с весны в «Петле Нестерова» недолгое время барабанил Сергей Питалёв из группы «Сны», но осенью коллектив покидает Снегирёв, и «Петля Нестерова» распадается в очередной раз.
В мае 1998 года Нестеренко вновь собрал «Петлю Нестерова»: теперь в неё вошли бас-гитарист Евгений Аракчеев и барабанщик Дмитрий Веселов. Эта версия группы показала себя вполне дееспособной, но в октябре 1998 года БГ [Борис Гребенщиков] позвал Веселова в «Аквариум», группе вновь пришлось искать барабанщика, и этот пост зимой занял Сергей Русанов из дружественной «Петле Нестерова» группы «Улицы», до этого уже игравший с Нестеренко в составе группы «Happy Birthday!» в середине 1990-х годов.
С мая 1998 года Нестеренко продолжает попытки записать второй альбом, но чехарда с музыкантами и экономическая нестабильность в стране долго мешали ему добраться до студии. В мае 1999 года Русанов ушёл в «Телевизор», и во второй половине года, когда у Нестеренко появилась возможность записаться на студии «Добролёт», группа снова оказалась без ударника, и барабаны на весьма интересном и новаторском альбоме Salto Mortale, записал Игорь Фёдоров («Чиж & Co»). В 2001 альбом был издан компанией CD Land, на нём фактически собраны лучшие песни группы за предыдущее десятилетие.
В 2000 году группа готовила запись песни «Когда твоя девушка больна» для трибьюта группе «Кино» и Виктору Цою — проекта «КИНОпробы». Однако группа затянула с записью и в альбом не вошла.
Непродолжительное время с группой в качестве барабанщицы сотрудничает Екатерина «Кэт» Козлова, а в начале 2000 года новым барабанщиком «Петли Нестерова» стал Евгений Кулаков, до того игравший едва ли не в десятке стилистически разноплановых групп. Затем, когда Аракчеев собрался возрождать свой проект «Здоровье», поздней осенью его место занял Артём Крамарев, который до этого и после был известен как DJ Muta, исполнявший электронную музыку в стиле IDM. С его приходом звучание «Петли Нестерова» заметно изменилось благодаря компьютерным краскам, привнесшим заметную свежесть в музыкальную палитру группы.
Весной 2001 года Кулаков стал участником новой группы Вячеслава Бутусова «Ю-Питер», а его барабаны заменила электроника Крамарева, и группа даёт несколько концертов в качестве дуэта. В июне 2001-го в «Петлю Нестерова» пришёл бас-гитарист Филипп Брусовани (экс-«Полюса»), но уже в сентябре прекратил сотрудничество с группой, и «Петля Нестерова» вновь выступала в качестве дуэта Нестеренко-Крамарев. В ноябре 2001 года басистом стал Константин Кудобаев из группы «Враги», его первым концертом в составе «Петли Нестерова» стал концерт в московском клубе Woodstock, на котором был презентован альбом Salto Mortale, хотя репертуар группы к тому времени уже составляли преимущественно новые песни, так и не записанные «Петлёй Нестерова» на студии.
Следующие два года «Петля Нестерова» от случая к случаю выступала в московских и петербургских клубах, в 2004 году группа на время замолчала, и лишь в конце 2005-го дала несколько клубных концертов. На бас-гитаре в группе стал играть Никита Мыско. В 2006—2007 годах Нестеренко сосредоточился на участии в различных группах и проектах в качестве приглашённого концертного и сессионного гитариста.
В начале 2008 года у Эдуарда Нестеренко был диагностирован рак, летом 2008 года у него открылась язва желудка: он потерял много крови, был экстренно госпитализирован и прооперирован. Однако 30 октября 2008 года музыканта не стало. «Петля Нестерова» окончательно прекратила своё существование.

### После смерти
В 2009 году 14 кавер-версий песен Нестеренко были собраны его друзьями-музыкантами в трибьют «ED. Посвящение Эдику Нестеренко и группе ,,Петля Нестерова,,». В альбом вошла впервые опубликованная песня Нестеренко «Космический крейсер», черновой вариант которой был найден случайно и дописан музыкантами группы с любовью и бережным отношением к материалу.
В 2011 году выходит ещё один трибьют группе «Петля Нестерова» — двойной альбом «Вавилонская башня», состоящий из песен Нестеренко для так и не реализованного одноимённого альбома группы, исполненных его друзьями, и малоизвестных или неопубликованных песен и инструментальных композиций как «Петли Нестерова», так и других групп и проектов с участием Эдуарда Нестеренко.
В феврале 2019 года компания Masсhina Records выпускает расширенное переиздание первого альбома группы под названием «Кто здесь», содержащее, помимо магнитоальбома 1989 года, песню «Замок» (записанную в рамках проекта Laika) и концертное исполнение шести песен второй программы группы.

## Дискография
- 1989 — Кто здесь? (магнитоальбом)
- 1991 — Однажды в Р/К. Серебро На Розовом (LP) — «Соблазн»
- 1997 — Ностальгия (CD, переиздание альбома «Кто здесь?» с добавлением двух бонус-треков)
- 2001 — 10 лет питерскому рок-клубу (CD) — «Соблазн»
- 2001 — Salto Mortale (CD)
- 2009 — ED. Посвящение Эдику Нестеренко и группе Петля Нестерова (CD), трибьют
- 2011 — Вавилонская башня (2CD), трибьют
- 2019 — Кто здесь (CD, переиздание магнитоальбома «Кто здесь?» с добавлением семи бонус-треков)